# Niinisaari (ö i Norra Karelen, Mellersta Karelen, lat 62,21, long 29,43)
Niinisaari är en ö i Finland. Den ligger i sjön Orivesi och i kommunen Kides i den ekonomiska regionen  Mellersta Karelens ekonomiska region  och landskapet Norra Karelen, i den sydöstra delen av landet, 300 km nordost om huvudstaden Helsingfors. Öns area är 20,1 hektar och dess största längd är 1 kilometer i öst-västlig riktning.